# Исаакий (Головин)
Исаа́кий (Головин) (в миру Илья́ Матве́евич Голови́н; 1825, село Горки, Воронежская губерния — 26 июля [8 августа] 1903, Святогорская пустынь) — иеромонах, преподобный, местночтимый святой Украинской Православной Церкви.

## Биография
Илья Матвеевич Головин родился в 1825 году в селе Горки Воронежской губернии (ныне — в Новоусманском районе Воронежской области) в крестьянской семье.
В 1847 году стал послушником в Святогорской пустыни.
В 1865 году пострижен в монашество с именем Исаакий. Нёс подвиг юродства.
В 1885 году рукоположен в сан иеродиакона.
В 1890 году рукоположен в сан иеромонаха и переведен к больничной церкви, где жил до своей кончины. Был прославлен дарами прозорливости и исцелений.
Исаакий Головин скончался 26 июля [8 августа] 1903 года.

## Канонизация
8 мая 2008 года Определением Священного Синода Украинской Православной Церкви принято решение о местной канонизации подвижника в Донецкой епархии, в Соборе Святогорских святых (день памяти — 11 (24) сентября).
Чин прославления подвижника состоялся во время визита в Святогорскую лавру 12 июля 2008 года Предстоятеля Украинской Православной Церкви Блаженнейшего Митрополита Киевского и всея Украины Владимира, в Свято-Успенском соборе лавры.